# Sénéchaussée des Lannes

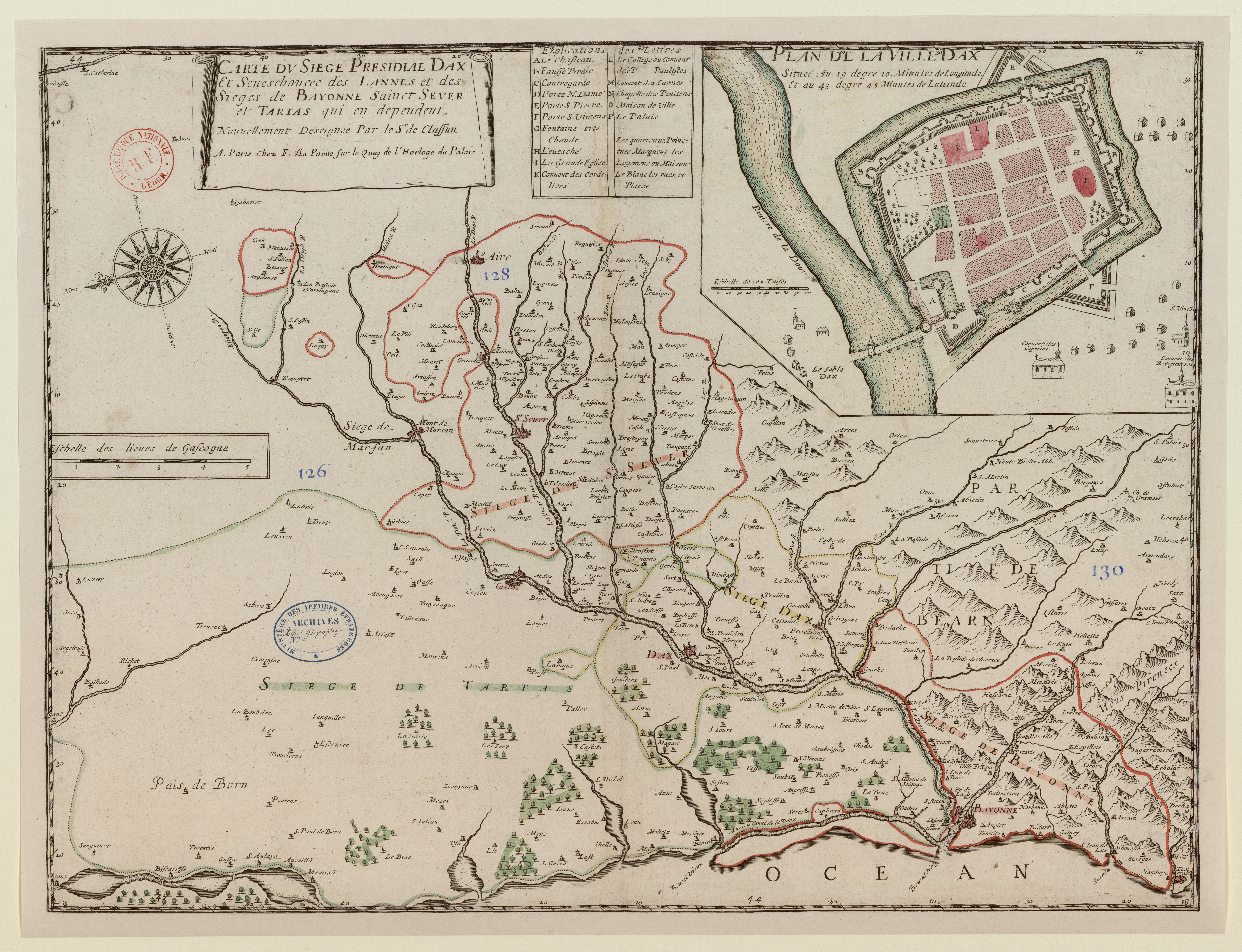
Carte de la sénéchaussée par Jean de Lucmau de Classun (1638).

La sénéchaussée des Lannes ou des Landes était une sénéchaussée principale, s'étendant sur une partie substantielle de l'actuel département des Landes, ainsi que sur quelques zones des actuelles Pyrénées-Atlantiques, notamment la ville de Bayonne et le Labourd.

## Présentation
La sénéchaussée des Lannes est créée en 1255, par division de la sénéchaussée de Guyenne. Elle est érigée en circonscription particulière par Charles VII en 1454.
À l'origine, elle inclut le Labourd, la ville de Bayonne, une vingtaine de paroisses aujourd'hui rattachées aux Pyrénées-Atlantiques (notamment dans les secteurs de Bidache et Arzacq-Arraziguet) et surtout une bonne partie de l'actuel département des Landes, peut-être aussi (au moins dans un premier temps) la Soule. Elle se subdivise rapidement de fait en trois sénéchaussées secondaires, dont les sièges sont Bayonne, Dax et Saint-Sever, circonscriptions judiciaires en pratique autonomes les unes des autres même si elles sont en théorie unies sous l'autorité d'un sénéchal d'épée (au rôle purement protocolaire) qui réside à Saint-Sever, puis à Dax. 
- La sénéchaussée de Bayonne couvre la ville de Bayonne et le Labourd.

- Celle de Dax comprend 73 paroisses, groupées en un bloc principal formé du pays d'Orthe, de la Chalosse occidentale (la région de Pouillon), de quelques paroisses au nord de l'Adour (Saint-Paul-lès-Dax, Herm, Gourbera, Téthieu) et de quelques paroisses de l'actuel département des Pyrénées-Atlantiques jusqu'à Arancou au sud, auxquelles s'ajoutent diverses enclaves, certaines proches comme Capbreton, Labenne, Montfort et Gibret et une plus éloignée, la vicomté de Belhade.

- Celle de Saint-Sever enfin est formée de 112 paroisses, un bloc principal couvrant la Chalosse centrale et le Tursan, de Mugron et Amou à Aire-sur-l'Adour au sud de l'Adour (avec un débordement sur la rive droite de Gouts à Saint-Maurice) et un secteur non négligeable de l'actuel département des Pyrénées-Atlantiques (de Bonnut à Arzacq), auquel s'ajoutent des enclaves parfois lointaines : Geloux, Campet, Pujo, Saint-Gein, Montégut, Bourdalat, et la vicomté de Juillac (Mauvezin-d'Armagnac, Créon-d'Armagnac).

La sénéchaussée des Lannes est amputée en 1566 des terres appartenant aux Albret qui couvrent un large bandeau de l'actuel département des Landes, du Seignanx au Marsan.

## Liste des sénéchaux
Le sénéchal de Gascogne, responsable envers le roi d’Angleterre avait sous ses ordres à partir de 1254, un sénéchal secondaire, responsable des Landes, qu’il nommait. Il résidait à Dax. Après 1453 et la reconquête française, Charles VII, conserva la sénéchaussée des Landes. La liste des sénéchaux de 1254 à 1493 est donnée par l’abbé Tauzin (Camille Tauzin, 1843-1929).
- François de Montferrand